# Falácia do apostador
A falácia do apostador, também conhecida como falácia de Monte Carlo (devido a um famoso exemplo ocorrido em um cassino da região em 1913) ou falácia do amadurecimento das chances, consiste na crença de que a ocorrência de desvios no comportamento esperado para uma sequência de eventos independentes de algum processo aleatório implica uma maior probabilidade de se obter, em seguida, desvios na direção oposta.
Um exemplo ilustrativo seria, no caso do lançamento de uma moeda justa, a crença de que o fato de terem ocorrido 9 caras faria com que a probabilidade de obtenção de coroa para o próximo lançamento fosse maior, quando na realidade ambas continuam iguais a 1/2.

## Um exemplo: cara ou coroa

Simulação de lançamento de moedas: Cada quadro, uma moeda é lançada quando dá vermelho vai para um lado e azul para o outro. O resultado de cada lançamento é adicionado com uma cor na sua coluna correspondente. Para cada porção mostrada, a proporção de vermelho versus azul se aproxima 50-50 (Lei dos grandes números). Mas a diferença entre vermelho e azul não deixa de decrescer sistematicamente para zero.

A falácia do apostador pode ser ilustrada através da repetição de lançamento de uma moeda honesta. Com o lançamento da moeda, os resultados em diferentes lançamentos são estatisticamente independentes e a probabilidade de ter cara em um único lançamento é exatamente 1⁄2 (um em dois). Seguindo essa probabilidade, ter duas caras em dois lançamentos é 1⁄4 (um em quatro) e a probabilidade de ter três caras em três lançamentos é 1⁄8 (um em oito). No geral, se deixarmos Ai ser o evento que lança i de uma moeda honesta e obtivermos cara, então nós temos:
{\displaystyle \Pr \left(\bigcap _{i=1}^{n}A_{i}\right)=\prod _{i=1}^{n}\Pr(A_{i})={1 \over 2^{n}}}.
Agora suponha que tivéssemos conseguido exatamente quatro caras em uma linha, então se a próxima moeda lançada for cara, isso deverá ser uma linha de cinco caras sucessivas. Desde que a probabilidade de uma carreira de cinco sucessivas caras ser somente 1⁄32 (um em trinta e dois), uma pessoa sujeita na falácia do apostador acredita que o próximo lançamento tem menos chance de ser cara do que coroa. Contudo, isso não é correto, e é uma manifestação da falácia do apostador; o evento de 5 caras em carreira e o evento de "primeiro 4 caras, depois uma coroa" são igualmente prováveis, cada um com probabilidade 1⁄32. Dado os primeiros quatro lançamentos terem sido cara, a probabilidade de o próximo lançamento ser cara é exatamente,
{\displaystyle \Pr \left(A_{5}|A_{1}\cap A_{2}\cap A_{3}\cap A_{4}\right)=\Pr \left(A_{5}\right)={\frac {1}{2}}}.
Enquanto uma carreira de cinco caras é somente 1⁄32 = 0.03125, isso é somente antes da primeira moeda ser lançada. Depois dos primeiros quatro lançamentos os resultado não são mais desconhecidos, então suas probabilidades são 1. Pensar que é mais provável que o próximo lançamento seja uma coroa do que cara devido aos lançamentos passados, que a carreira de sorte no passado influencia de alguma forma as chances do futuro, é falácia.

## Explicando por que a probabilidade é1⁄2para uma moeda honesta
Podemos ver de acima, se arremesso uma moeda honesta 21 vezes, em seguida a probabilidade de 21 caras é 1 em 2 097 152. Contudo, a probabilidade de lançar uma cara depois de ter já lançado 20 caras em uma sequência é somente 1⁄2. Está é uma aplicação do Teorema de Bayes.
Isso também pode ser visto sem conhecer que 20 caras tenham ocorrido corretamente (sem aplicar o Teorema de Bayes). Considere as seguintes duas probabilidades, assumindo uma moeda honesta:
- probabilidade de 20 caras, em seguida 1 coroa = 0,520 × 0,5 = 0,521
- probabilidade de 20 caras, em seguida 1 cara = 0,520 × 0,5 = 0,521

A probabilidade de 20 caras, depois 1 coroa, e a probabilidade de ter 20 caras e depois outra cara são as duas 1 em 2 097 152. Portanto, isso é igualmente provável a jogar 21 caras como como jogar 20 caras e 1 coroa quando jogando uma moeda honesta 21 vezes. Além disso, essas duas probabilidades são igualmente equivalentes a qualquer outra combinação de 21 lançamentos que possa ser obtida (há no total 2 097 152 combinações); todas as combinações de 21 lançamentos terão probabilidade igual a 0,521, ou 1 em 2 097 152. Dessas observações, não há razão para assumir em nenhum ponto que uma mudança de sorte é justificada em ensaios (lançamentos) anteriores, porque cada resultado observado sempre terá que ser tão provável quanto os outros resultados que não foram observados para qualquer ensaio particular, dada uma moeda honesta. Além disso, exatamente como o teorema de Bayes mostrou, o resultado de cada ensaio remete à base probabilística da moeda honesta 1⁄2.

## Outros exemplos
Há outro caminho para enfatizar a falácia. Como já mencionado, a falácia é construída da noção que falhas anteriores indicam um aumento probabilístico de sucesso nos casos subsequentes. Isto é, de fato, o inverso do que atualmente acontece, mesmo em uma honesta chance de sucesso em um evento, dado um determinado número de interações. Assuma um dado honesto de 16 lados, onde uma vitória é definida tirando 1 como resultado. Assuma que um jogador está dando 16 lances para obter no mínimo uma vitória (1(resultado com 1 em 16 tentativas)). As poucas chances vencedoras são apenas para fazer as mudanças de probabilidades mais perceptíveis. A probabilidade de ter no mínimo uma vitória em 16 tentativas é:
{\displaystyle 1-\left[{\frac {15}{16}}\right]^{16}\,=\,64,39\%}
Contudo, assuma agora que o primeiro lançamento foi uma derrota (93,75% de chance disso, 15⁄16). O jogador agora somente tem 15 lançamentos restantes e, de acordo com a falácia, deveria ter uma alta chance de vencer desde que uma perda tenha ocorrido. As chances dele de ter no mínimo uma vitória são agora:
{\displaystyle 1-\left[{\frac {15}{16}}\right]^{15}\,=\,62,02\%}
Simplesmente por perder um lançamento, a probabilidade de o jogador vencer caiu por 2 pontos de porcentagem. No momento em que houver 5 derrotas (11 lançamentos restantes), a probabilidade de ele vencer em um dos lançamentos remanescentes seria diminuída para aproximadamente 50%. As chances do jogador para no mínimo uma vitória em 16 lançamentos não recebem incremento devido a uma série de derrotas; as chances dele sofrem diminuição porque ele tem menos interações restantes para vencer. Em outras palavras, as derrotas anteriores não servem de contribuições para as chances remanescentes, mas há menos tentativas para obter uma vitória, o que resulta em uma menor possibilidade de obtê-la.
O jogador tornou mais provável perder em um determinado números de tentativas como ele falhar em vencer, e eventualmente essa probabilidade de vencer será novamente igual à probabilidade de vencer em um simples lançamento, quando somente um lançamento é restante: 6,25% nesse caso;
Alguns jogadores de loteria escolherão os mesmos números todas as vezes, ou mudarão seus números intencionalmente, mas ambos são equivalentemente prováveis de vencer em um jogo individual de loteria. Copiando os números que venceram o último jogo de loteria dá uma igual probabilidade, embora um jogador racional tente prever outras escolhas de jogadores e depois evitar deliberadamente esses números. Baixos números (abaixo de 31 e especialmente abaixo de 12) são populares porque pessoas jogam datas de aniversário como se eles fossem seus números da sorte; consequentemente uma vitória com esses números muito representados é mais provável que resulte em divisão de prêmios.
Um truque fundamentado em matemáticas demonstra a natureza da falácia. Quando voando em uma aeronave, um homem decide sempre trazer uma bomba com ele. "As chances de uma aeronave ter uma bomba dentro dela é muito pequena," ele pensa, "e certamente as chances de ter duas bombas são praticamente nenhuma!" Um similar exemplo está no livro The World According to Garp quando o herói Garp decide comprar uma casa um momento depois de um pequeno avião bater nela, explicando que as chances de outra aeronave bater na casa serem reduzidas praticamente a zero.

## Falácia reversa
O reverso é também uma falácia (não se confunda com o inverso da falácia do apostador) em cada um caminho de aposta como alternativa decidida, depois de uma consistente tendência para coroas, que coroas são mais prováveis devido a qualquer percepção mística que o destino tem para resultados de coroa. Acreditando nas probabilidades em favor de coroas, o apostador vê nenhuma razão para mudar para cara. Novamente, a falácia é acreditada que o "universo" de alguma maneira carrega uma memória dos resultados passados que possuem uma tendência a favorecer ou desfavorecer resultados futuros.

## Ressalvas
Em muitas ilustrações de falácia do apostador e o inverso da falácia do apostador, o julgamento (ex. lançar uma moeda) é assumido ser honesto. Na prática, essa hipótese não pode ser mantida.
Por exemplo, se em lançamentos de uma moeda honesta por 21 vezes, a probabilidade de 21 caras é 1 em 2 097 152 (acima). Se a moeda é honesta, depois a probabilidade do próximo lançamento ser cara é 1/2. Contudo, por causa da probabilidade de 21 caras em sequência serem tão pequenas, é uma boa opção pensar que a moeda possui uma forte tendência para ter cara como resultado, ou que ela é controlada por magnetismo escondido, ou similar. Nesse caso, a pequena aposta é "caras" porque a Inferência bayesiana da evidencia empírica - 21 "caras" em sequência - sugere que a moeda é probabilisticamente voltada para "cara", contradizendo a suposição de que a moeda é honesta.

## Parto
Casos da falácia do apostador são aplicados para nascimento de crianças podendo ser traçados todos caminhos anteriores a 1796, em A Philosophical Essay on Probabilities de Pierre-Simon Laplace. Laplace escreveu os pensamentos probabilísticos em cada homem dele ter filhos: "Já vi homens, ardentemente desejosos de ter um filho, que poderia aprender apenas com a ansiedade dos nascimentos de meninos no mês em que deve se tornar pais. Imaginando que a relação entre esses nascimentos aos de meninas deve ser a mesma no final de cada mês, eles julgaram que os meninos que já nasceram tornariam mais prováveis os nascimentos próximo das meninas." Em suma, os futuros pais temiam que, se mais filhos nasceram na comunidade envolvente, então eles mesmos seriam mais propensos a ter uma filha.
Alguns pais acreditam que, depois de terem muitos filhos do mesmo sexo, eles estão "propícios" a ter uma criança de sexo oposto. Enquanto a Trivers–Willard hypothesis prevê que sexo de bebê é dependente das condições de vida (i.e. mais crianças masculinas nascem em melhores condições de vida, enquanto mais crianças femininas nascem em piores condições de vida), a probabilidade de ter uma criança de cada gênero é ainda geralmente próxima de 50%.

## Cassino de Monte-Carlo
O mais famoso exemplo de falácia do apostador ocorreu em um jogo de roleta no Cassino de Monte-Carlo em 18 de agosto de 1913, quando a bola caiu em uma casa preta 26 vezes em sequência. Este foi um evento extremamente incomum: a probabilidade disso acontecer é de 1 em 67 108 863. Apostadores perderam milhões de francos apostando contra o preto, achando incorretamente que a sequência estava causando um desequilíbrio na aleatoriedade da roda, e que isso implicaria numa sequência de vermelho nas jogadas seguintes.

## Não exemplos da falácia
Há mais cenários onde a falácia do apostador aparenta superficialmente poder ser aplicada, quando na verdade não deve ser. Quando a probabilidade de diferentes eventos não é independente, a probabilidade de eventos futuros pode mudar baseadas nos resultados de eventos passados (veja permutação estatística). Formalmente, é dito ao sistema para ter memória. Um exemplo disso é escolher cartas sem reposição. Por exemplo, se um ás é puxado de um baralho e não for reinserido, a próxima puxada é menos provável de ser um ás e mais provável de ser outra carta. As chances de tirar outro ás, assumindo que ele foi a primeira carta puxada e que não há coringas, tem diminuição de 4⁄52 (7,69%) para 3⁄51 (5,88%), enquanto que para cada outra carta a probabilidade aumentou de 4⁄52 (7,69%) para 4⁄51 (7,84%). Esse tipo de efeito é o que ocorre em sistemas de contagens de cartas (como exemplo do jogo blackjack).
A inversa falácia do apostador pode aparecer para ser aplicada na história de Joseph Jagger, que era um funcionário contratado da roda de roleta em Monte Carlo. Ele descobriu que uma roda favoreceu nove números e ganhou grandes somas de dinheiro até o cassino começar rebalanceando a roda de roleta diariamente. Nessa situação, a observação prévia da roda providenciou informação sobre as propriedades físicas sobre os acertos da roda além das probabilidades do senso comum, um conceito que é a base de ambas as falácias do apostador e seu inverso. Mesmo que os resultados passados de roda viciada não afetem resultados futuros, os resultados podem providenciar informação sobre o que a aleatoriedade dos resultados da roda tende a produzir. Contudo, se é conhecido com certeza que a roda é completamente honesta, então os resultados passados não providenciarão nenhuma informação sobre os resultados futuros.
Os resultados dos eventos futuros podem ser afetados se fatores externos puderem modificar a probabilidade dos eventos (ex., mudanças nas regras do jogo afetam os níveis de desempenho de um time de esportes). Adicionalmente, o sucesso de um jogador inexperiente pode diminuir depois de times adversários descobrirem o ponto fraco dele e explorá-lo. O jogador certamente então deverá tentar compensar e modificar sua estratégia. Tal análise é parte da teoria dos jogos.

### Não exemplo: desconhecida probabilidade do evento
Quando a probabilidade de repetidos eventos é não conhecida, os resultados podem não ser equivalentemente prováveis. No caso do lançamento de uma moeda, tendo uma sequência de caras seja maior e maior, há a probabilidade que as moedas sejam fortemente viciadas para muitas caras. Se eu lanço uma moeda 21 vezes, um pensamento racional conclui uma alta probabilidade de viés forte para caras, e consequentemente conclui-se que lançamentos futuros dessas moedas são também altamente prováveis de ser caras. De fato, a inferência bayesiana costumava ser usada para mostrar que quando uma longa sequência de proporção de diferentes resultados são desconhecidos, mas variáveis aleatórias trocáveis (o que significa que o processo aleatório a partir do qual eles são gerados podem ser parcial, mas é igualmente susceptível de ser orientadas em qualquer direcção) e que as observações prévias demonstram que a provável direção de viés, tal que os resultados possam ocorrer na maioria das observações é o mais provável de ocorrer novamente.

## Psicologia por trás da falácia

### Origens
Falácia do apostador resulta de uma crença em generalização apressada, ou a errônea crença que pequenas amostras devem ser representações de grandes populações. De acordo com a falácia, "sequências" devem ser eventualmente mesmo fora de ordem para serem representativas. Amos Tversky e Daniel Kahneman primeiro propuseram que a falácia do apostador é um viés cognitivo produzido por uma heurística psicológica chamada de representatividade heurística, que os estados das pessoas produzem probabilidades de certeza em eventos por associar como similar é para eventos que serviram de experiência no passado, e como similar os eventos aparentam que os dois processos são. De acordo com esse ponto de vista, "depois de observar uma longa sequência de vermelhos em uma roda de roleta, por exemplo, muitas pessoas erroneamente acreditam que preto resultará em uma mais representativa sequência que a ocorrência de uma adicional vermelha", então pessoas esperam que uma pequena sequência de resultados randômicos deverá compartilhar propriedades de longas sequências, especificamente em desvios de média devam balancear o todo. Quando pessoas são perguntadas para fazer uma sequência aleatória de lançamentos de moedas, eles tendem a fazer sequências onde a proporção de caras para coroas estar perto de 0.5 em um pequeno segmento que poderia ser previsto pela insensibilidade do tamanho da amostra; Kahneman e Tversky interpretam isso com sentido que pessoas acreditam que pequenas sequências de eventos aleatórios devem ser representadas por longas. A representatividade heurística é também citada antes dos fenômenos de agrupamentos ilusórios, de acordo com o que as pessoas veem de sequências de eventos randômicos como sendo não randômicas quando semelhantes sequências são atualmente muito mais prováveis de ocorrer em uma pequena amostra do que as pessoas esperam.
A falácia do apostador também pode ser atribuída à ilusão causada pelos jogos de azar (ou até mesmo a possibilidade) ser um processo honesto que possui equilíbrio nas sequências, o que é conhecido como hipótese do mundo justo. Outras pesquisas acreditam que indivíduos com um locus de controle-i.e., pessoas que acreditam que os resultados de apostas são os resultados de suas próprias habilidades são mais suscetíveis a falácia do apostador porque eles rejeitam a ideia que a chance consegue superar as habilidades e talentos.

### Variedades da falácia do apostador
Alguns pesquisadores acreditam que há atualmente dois tipos de falácia do apostador: Tipo I e Tipo II. Tipo I é a "clássica" falácia do apostador, quando indivíduos acreditam que um novo resultado é esperado após uma sequência. A falácia do apostador do Tipo II, como definida por Gideon Keren e Charles Lewis, ocorre quando um apostador subestima como algumas observações são necessárias para detectar um resultado favorável (tal como vendo uma roda de roleta por um período de tempo e depois apostar nos números que aparecem mais frequentemente. Detectando um viés que levará a um resultado favorável levando uma inviável grande quantidade de tempo, o que é muito difícil, se não impossível, para fazer, por isso as pessoas são vítimas do Tipo II da falácia do apostador. Os dois tipos são diferentes no fato que o Tipo I erroneamente assume que as apostas são condições honestas e perfeitas, enquanto Tipo II assume que as condições são viciadas, e que esses vícios podem ser detectados depois de um longo tempo.
Outra variedade, conhecida como a retrospectiva da falácia do apostador, ocorre quando julgamentos individuais de eventos probabilísticos raros devam ocorrer depois de uma longa sequência de eventos raros. Por exemplo, pessoas acreditam numa sequência imaginária de lançamento de dados é mais comum encontrar um 6 depois de uma sequência de três deles do que de uma sequência de dois. Esse efeito também pode ser observado em casos isolados, ou ainda sequencialmente. Um exemplo do mundo real é quando uma jovem fica grávida depois de ter feito sexo sem proteção, pessoas assumem que ela está fazendo isso a mais tempo do que uma pessoa que fez sexo sem proteção por menos tempo.

## Relação da falácia da mão-quente
Outra perspectiva psicológica da falácia do apostador pode ser vista no âmbito do basquete conhecido como falácia da mão-quente, onde as pessoas tendem a prever que devido o último evento de um bom pontuador ter sido positivo, ele continuará a pontuar. Na falácia do apostador, contudo, pessoas esperam resultados contrários ao do último evento, por exemplo, desde que a roda de roleta tem caído nas pretas nas últimas seis vezes, acredita-se que ela cairá na vermelha. Ayton e Fischer teorizaram esse tendência de pensamento de que uma cesta torna mais provável um novo acerto como falácia da mão-quente,  porque as falácias inferem sobre um desempenho humano, e esquecem que ele está sujeito a erros do acaso. Contudo, os humanos não são totalmente lançados ao acaso, eles tendem a ter um desempenho melhor por causa do pensamento positivo. Geralmente, quando uma pessoa conhece a teoria da falácia do apostador, ele compreende melhor a falácia do "tá caindo tudo", sugerindo que elas estão interligadas uma à outra.